# Zahra Sheidaei
Zahra Sheidaei, née le 8 juillet 1999, est une taekwondoïste iranienne, championne du monde en 2021.

## Biographie
Zahra Sheidaei est médaillée d'or dans la catégorie des moins de 57 kg aux Championnats du monde féminins de taekwondo 2021 à Riyad, battant en finale la Russe Margarita Blizniakova.